# Barbagiuan

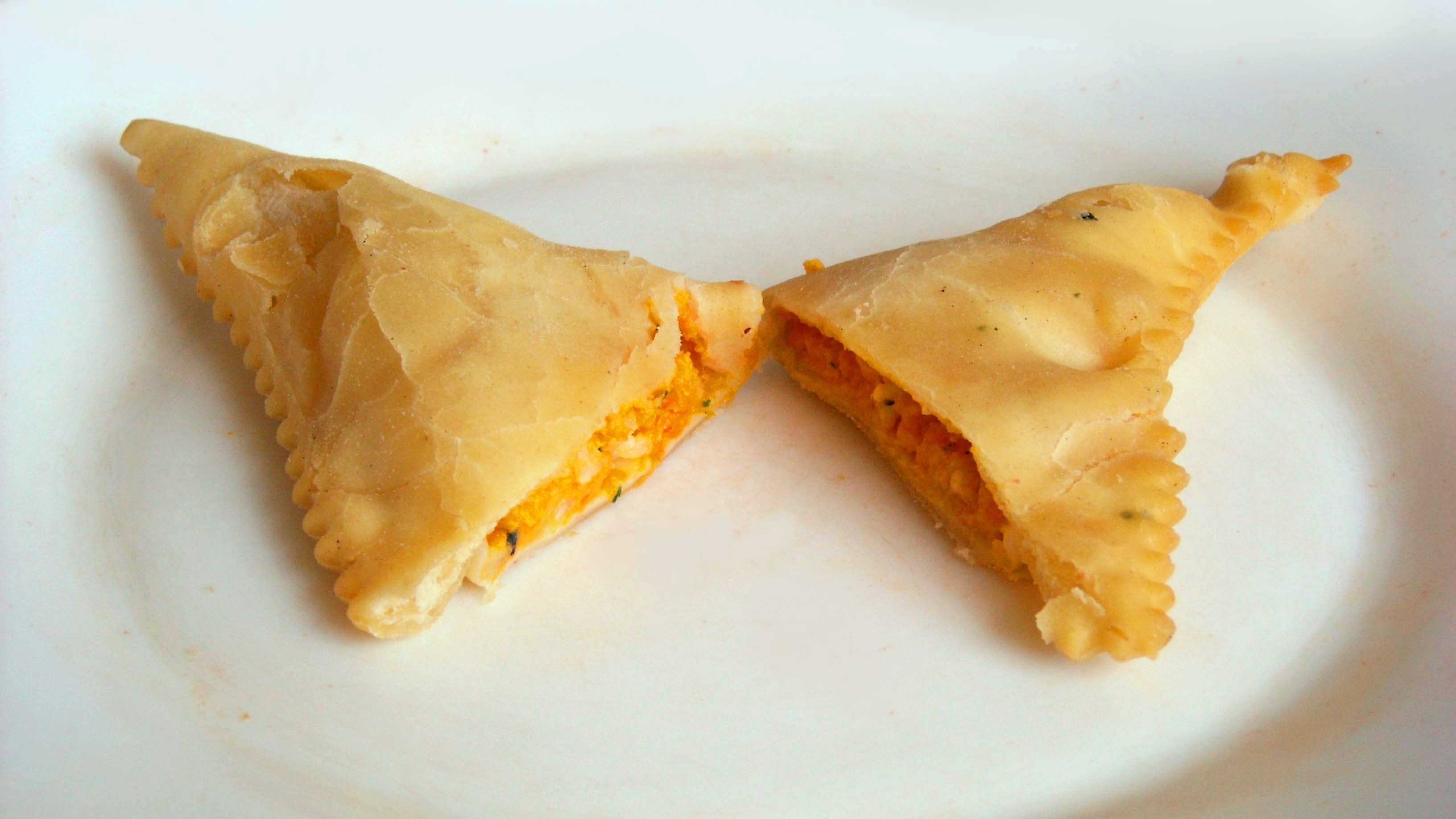
Barbaguiai

Barbajuan, barbagiuan eller barbagiuai, även stavat barbaguiai (farbror John ordagrant), är en typisk förrätt från västra delen av Franska rivieran och Monaco. Förrätten, som är en slags ravioli, görs på pumpa, spenat, ris, ost och purjolök.